# 明石昌夫
明石昌夫（日语：／ Akashi Masao，1957年3月25日—2025年5月19日）是一位日本音樂製作人、編曲家、貝斯手、Manipulator。大阪府出生，兵庫縣西宮市長大。

## 人物
出生於熱愛音樂的家庭，從4歲開始學習小提琴。國中時代深受1960年代至1970年代的英國搖滾吸引。西宮市立學文中學校、兵庫縣立鳴尾高等學校、大阪大學基礎工學部電機工程學科畢業後，以大阪的LIVE HOUSE為中心進行活動。
1988年Demo被Being評價後，與Being簽約。首次編曲作品為B'z的『所以請放開那隻手』。之後，以Being旗下藝人為中心擔任了眾多藝人的編曲。在B'z的作品中，亦涉及到許多包含當時的音調顧問頭銜。此外，亦被評價為一名出色的貝斯手，到1997年為止亦有作為B'z的貝斯手&Manipulator以支援樂手身分活躍。此外，亦有擔任MANISH、BAAD、T-BOLAN的音樂製作人。
並且，亦擁有自己專屬的樂團AKASHI MASAO GROUP。
1998年與Being結束契約，開始以自由立場作為音樂製作人進行活動。從事了SIAM SHADE、Janne Da Arc、小坂梨由等人的樂曲制作。
1999年，在TBS系列的問答題節目『全明星感謝祭』之企劃「在節目播放中創作節目主題歌CD」（番組放送中に番組主題歌CDを作る），擔任了以Risky名義由島崎和歌子所演唱的「My life is...」編曲（作詞：秋元康、作曲：織田哲郎）。其製作時間僅花費4小時28分鐘被刊登在金氏世界紀錄上，但並未載明播放中是否為完成到編曲作業為止。
此外，中森明菜的「とまどい」與「Good-bye My Tears」編曲者「Max Brightstone」是明石昌夫的化名版權。
現今任職洗足學園音樂大學講師。2008年與同大學的准教授前野知常、同大學講師小柳昌法、FENCE OF DEFENSE的北島健二共同擔任田村直美的支援樂手。
2025年5月24日發布於5月19日因心臟衰竭逝世，享年68歲。

## AKASHI MASAO GROUP
1994年結成冠名自身名字的樂團AKASHI MASAO GROUP（通稱AMG）。成員為貝斯手明石昌夫、主唱千葉恭司、吉他手団篤史。主要在大阪的LIVE HOUSE活動，獨立發行了4張專輯與1捲錄影帶。於1997年末停止活動。
該樂團作品與幫其他藝人的樂曲編曲時大相逕庭，低沉的藍調聲，被視爲是濃烈地反映出了本人的音樂根源。此外，亦存在由明石擔任作詞的作品。

### 作品列表

#### 專輯
- A.M.G. (1996年)
- All Shock Up (1996年)
- CHAINED (1997年)
- 0609140112〜CODA#1〜 (1997年)

## 提供樂曲

### 作曲・編曲
- 椎名碧流『裸のプリンセスマーメイド』
- 田村直美『WARRIOR〜迷子の大人〜』(作曲與田村直美共同製作)
- MANISH（日语：MANISH）『True Heart』『Best Friend』(兩者作曲皆為與西本麻里共同製作)
- color bottle（日语：カラーボトル）『青い花』(與color bottle共同製作)

### 編曲
※符號為共同編曲
- ZARD
  - 單曲A面《Good-bye My Loneliness》《不思議ね…》《もう探さない》※《眠れない夜を抱いて》（與池田大介（日语：池田大介 (編曲家)）共同編曲）《IN MY ARMS TONIGHT》《君がいない》《揺れる想い》《再多些 再多一些...》《肯定無法忘懷》《この愛に泳ぎ疲れても（日语：この愛に泳ぎ疲れても/Boy）》《即使悠游在愛裡疲憊不堪／Boy》《明明離你那麼的近》（專輯是與池田大介（日语：池田大介 (編曲家)）共同編曲）《翼を広げて》
    - B面《素直に言えなくて》《こんなに愛しても》《Dangerous Tonight》《Stray Love》《私だけ見つめて》《Just for you》《カナリヤ（日语：もう少し あと少し…）》《黄昏にMy Lonely Heart（日语：きっと忘れない）》《あなたのせいじゃない（日语：こんなにそばに居るのに）》《Take me to your dream（日语：あなたを感じていたい）》《Teenage dream（日语：愛が見えない）》

  - 專輯《恋女の憂鬱》《It's a Boy》《ひとりが好き》《Forever》《Lonely Soldier Boy》《いつかは…》《誰かが待ってる》《あの微笑みを忘れないで》《遠い日のNostalgia》《So Together》《あなたを好きだけど》《Listen to me》《I want you》《二人の夏》《OH MY LOVE》《Top Secret》《雨に濡れて》《I still remember》《If you gimme smile》《来年の夏も》《あなたに帰りたい》《今すぐ会いに来て》《ハイヒール脱ぎ捨てて》《Forever you》《もう逃げたりしないわ　想い出から》《こんなにそばに居るのに (Album Version)》（與池田大介（日语：池田大介 (編曲家)）共同編曲）《瞳そらさないで》《LOVE 〜眠れずに君の横顔ずっと見ていた〜（日语：TODAY IS ANOTHER DAY）》《見つめていたいね（日语：TODAY IS ANOTHER DAY）》《愛であなたを救いましょう（日语：止まっていた時計が今動き出した）》
- B'z
  - 樂曲『だからその手を離して/ハートも濡れるナンバー 〜stay tonight〜』『君の中で踊りたい/Safety Love』『LADY-GO-ROUND/LOVE&CHAIN』『BE THERE/星降る夜に騒ごう』『太陽のKomachi Angel/Good-bye Holy Days』『Easy Come, Easy Go!/ GO! NUDE! GO!』『愛しい人よGood Night.../ GUITAR KIDS RHAPSODY CAMDEN LOCK STYLE』『LADY NAVIGATION/Pleasure'91 〜人生の快楽〜』『ALONE/GO-GO-GIRLS』『BLOWIN'/TIME』『ZERO/恋心（KOI-GOKORO）』『愛のままにわがままに 僕は君だけを傷つけない/JOY』『裸足の女神/KARA・KARA』『Don't Leave Me/Mannequin Village』『MOTEL/hole in my heart』『東京』『敵がいなけりゃ』『UBU』
  - 專輯『B'z』全曲『OFF THE LOCK』全曲『BAD COMMUNICATION』全曲『BREAK THROUGH』全曲『WICKED BEAT』全曲『RISKY』全曲『MARS』全曲『IN THE LIFE』全曲『RUN』全曲『FRIENDS』全曲『The 7th Blues』全曲※（B'z是全與 松本孝弘共同編曲，並加上「UBU」為稻葉浩志、「東京」為池田大介亦共同編曲）

- 亞蘭知子（日语：亜蘭知子）『One and Only』
- アリス（日语：アリス (フォークグループ)）『ALICE 0001』（專輯）
- 安西ひろこ（日语：安西ひろこ）『Necessary(J-POP Ver.)』『Andersen(J-POP Ver.)』
- アンダーグラフ（日语：アンダーグラフ）『真面目過ぎる君へ』
- 宇德敬子『どこまでもずっと』『メッセージ』
- Mi-Ke『あっぷる・らぶ（日语：想い出の九十九里浜）』『スワンの涙』『エメラルドの伝説』『想い出の渚』『落葉の物語』『ブルーライト ヨコスカ（日语：ブルーライト ヨコスカ）』『ブルーライトヨコハマ』
- 大黑摩季『STOP MOTION（日语：STOP MOTION (大黒摩季の曲)）』
- 角田信朗（日语：角田信朗）『義風堂々!!（日语：修羅の果てまでも/義風堂々!!）』（小鋼珠機台CR花の慶次〜愛（日语：CR花の慶次〜愛）主題曲）
- 華原朋美『as A person』『be honest（日语：be honest）』『Blue Sky（日语：Blue Sky (華原朋美の曲)）』
- キタキマユ（日语：キタキマユ）『ドゥー・ユー・リメンバー・ミー』
- KIX-S（日语：KIX-S）『とびきりのLONELY NIGHT』『もう一度抱きしめて』『TOO LATE』
- 栗林誠一郎（日语：栗林誠一郎）『LA JOLLA(ラ・ホーヤ)（日语：LA JOLLA）』※『Summer Illusion（日语：Summer Illusion）』※『君がいない』※
- 小松未歩『Dream'in Love（日语：謎 (アルバム)）』『おとぎ話（日语：謎 (アルバム)）』『錆びついたマシンガンで今を撃ち抜こう（日语：錆びついたマシンガンで今を撃ち抜こう）』『青い空に出逢えた（日语：青い空に出逢えた）』『この街で君と暮らしたい（日语：この街で君と暮らしたい）』『君がいない夏』（全部收錄在專輯『謎』）
- 西城秀樹『Bad Angel（日语：MAD DOG）』
- ZYYG、REV（日语：出口雅之）、ZARD&WANDS featuring 長嶋茂雄『果てしない夢を（日语：果てしない夢を）』
  - ZYYG,REV,ZARD&WANDS『雨に濡れて』（上述曲的B面）
- 椎名碧流
  - 單曲『BESIDE YOU』『live to love ―もう少し早く逢えたなら―』『Dive into you』『大切なページ』『あなたも知らない恋の果てに』『No,No,No!』『Love Graduation（日语：Love Graduation）』『星の涙を』『愛のカタチ』『Lovin' you』『－赤い華－ You're gonna change to the flower (Album Version)』
- 島谷瞳『解放区』『Eternity』『Boys don't cry』
- 田中美奈子（日语：田中美奈子）『ギリギリしてる/だからサヨナラ（日语：ギリギリしてる/だからサヨナラ）』
- T-BOLAN『JUST ILLUSION（日语：JUST ILLUSION）』『SO BAD（日语：SO BAD）』※『Only Lonely Crazy Heart』※『 LOOZ（日语：LOOZ）（「真夜中のLove Song」除外）』※
- TWINZER（日语：TWINZER）『I Will Wait For You（日语：I Will Wait For You）』『STOP IN THE BURNIN' LOVE（日语：STOP IN THE BURNIN' LOVE）』※『HOT TIME（日语：HOT TIME）』※
- TUBE『Remember Me』『Surfer Girl』※『Hey! Baby』※『Melody(君のために…)』（9th ALBUM「SUMMER CITY」）※『Let’s Jump』※
- TEARS（日语：TEARS_(バンド)）『眩しいほど奇麗になったね（日语：眩しいほど奇麗になったね）』
- 20th Century『Running to the top（日语："HAPPY" Coming Century,20th Century Forever#収録曲）』
- 中澤裕子『二人暮し』
- BAAD『君が好きだと叫びたい』『どんな時でもHold Me Tight』『DO YOU WANNA HOLD ME?』
- 晴晴゛『太陽に焦がれて』
- 平季唯『紅い月』『君がいた。』『おなじ空』
- V6『puzzle（日语：A JACK IN THE BOX#収録曲）』『over（日语：over/EASY SHOW TIME#収録曲）』『自由であるために#収録曲（日语：自由であるために）』
- FIELD OF VIEW「もう一度」
- SIAM SHADE（日语：SIAM SHADE）『1/3純情的感情』※
- MANISH（日语：MANISH）『声にならないほどに愛しい（日语：声にならないほどに愛しい）』『君が欲しい全部欲しい（日语：君が欲しい全部欲しい）』『だけど止められない（日语：だけど止められない）』『もう誰の目も気にしない（日语：もう誰の目も気にしない）』『煌めく瞬間に捕われて（日语：煌めく瞬間に捕われて）』
- 森下由実子（日语：森下由実子）『Tears』『SOMEBODY TO BELIEVE（日语：SOMEBODY TO BELIEVE）』
- WANDS『寂しさは秋の色（日语：寂しさは秋の色）』『時の扉（日语：時の扉 (曲)）』『愛を語るより口づけをかわそう（日语：愛を語るより口づけをかわそう）』『世界中の誰よりきっと〜Album Version〜（日语：時の扉 (WANDSのアルバム)）』等
- MARIA（日语：MARIA (バンド)）『ゆらり桜空…（日语：ゆらり桜空…）』（亦包含B面曲的「旅立ちの日に」）『カナシミレンサ』
- Noria（日语：Noria） 『LOVE2くらっち（日语：LOVE2くらっち）』Live Houseとっぷぎあver.

## 參加錄製
- ZARD『TODAY IS ANOTHER DAY』
- 田村直美『Rockfiled willow』
- TWINZER『Rock Man』
- 日詰昭一郎（日语：日詰昭一郎）『TAKE A CHANCE（日语：TAKE A CHANCE）』
- ROCK’N ROLL STANDARD CLUB BAND『ROCK’N ROLL STANDARD CLUB』
- WANDS『Same Side（日语：Same Side）』

## 著作
- 『音楽を作る売るという仕事―そこが知りたかった!ギョーカイの掟83』Rittor Music（日语：リットーミュージック）

## 關連項目
- Being
- B+U+M
- 葉山武
- 青木智仁（日语：青木智仁）
- 鈴木英俊（日语：鈴木英俊）

## 外部連結
- Music-Lovers.co.jp HomePage （页面存档备份，存于）
- 明石昌夫(Bassist)的X（前Twitter）
- 明石昌夫(Producer)的X（前Twitter）